# Psychotria porphyroclada
Psychotria porphyroclada är en måreväxtart som beskrevs av Karl Moritz Schumann. Psychotria porphyroclada ingår i släktet Psychotria och familjen måreväxter. Inga underarter finns listade i Catalogue of Life.